# An Jung-sik

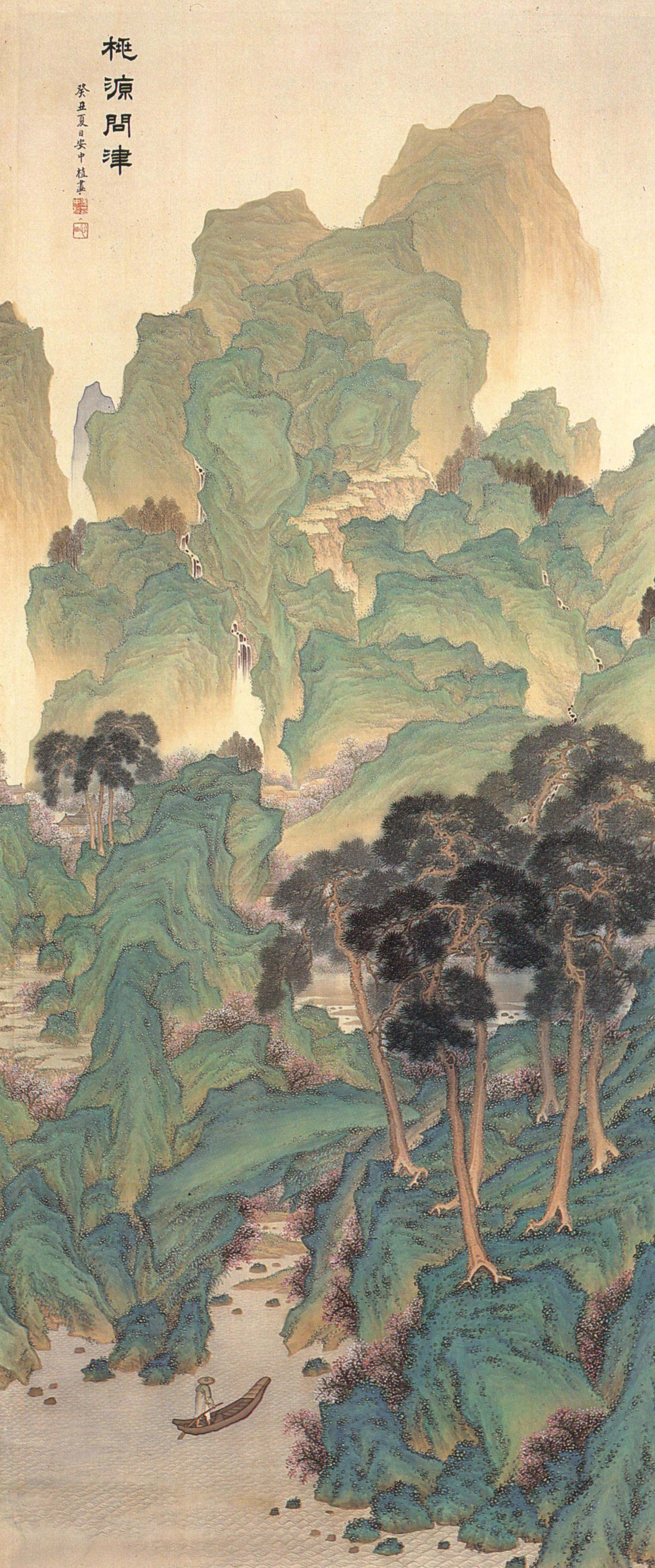

An Jung-sik (안중식, 1861-1919), seudónimo Simjeon 심전, fue un artista que vivió al final de Dinastía Joseon de Corea. 
Fue una persona clave para seguir la transición que comenzó a partir de la "verdadera opinión del paisaje" de Jeong Seon (1676-1759).

## Galería

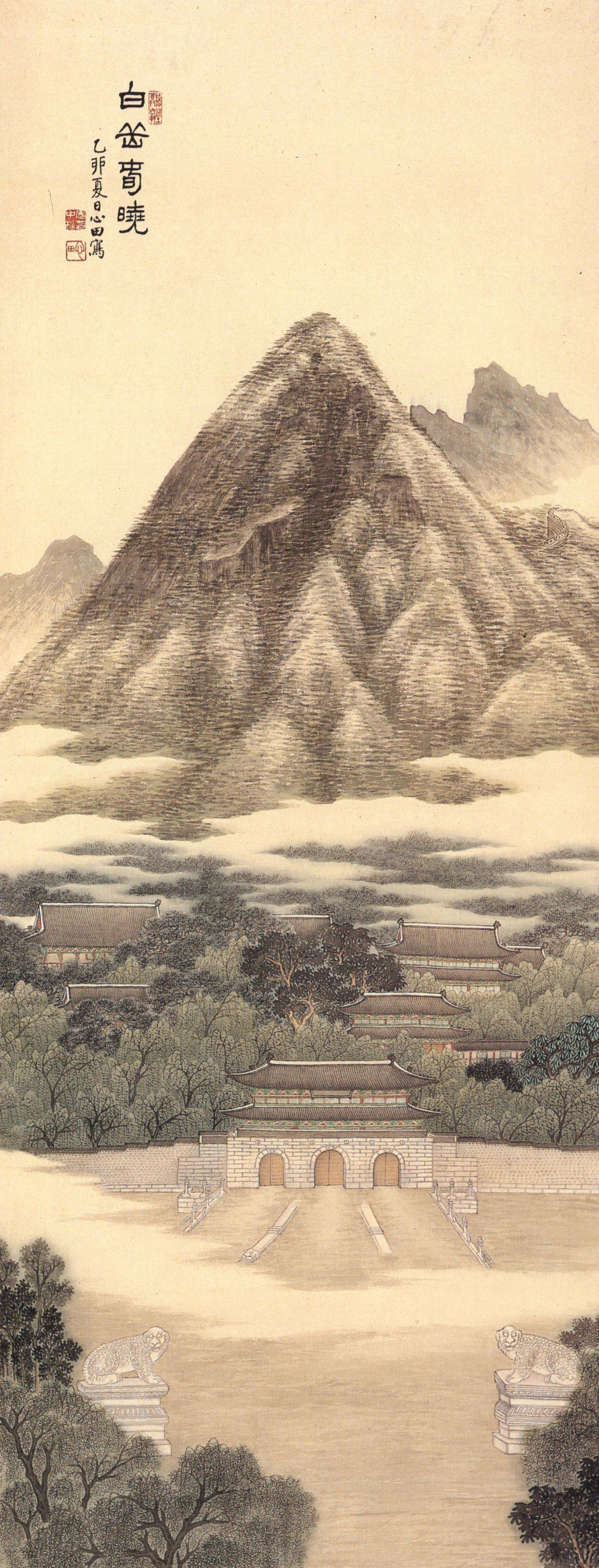
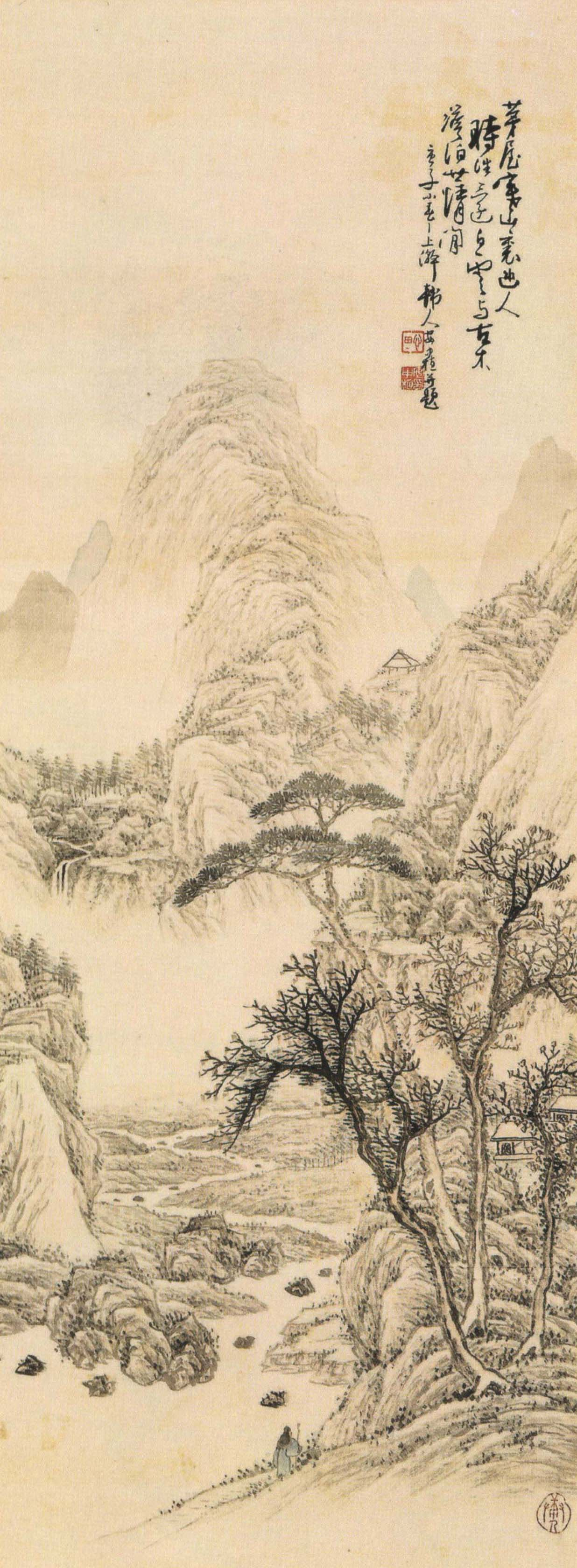
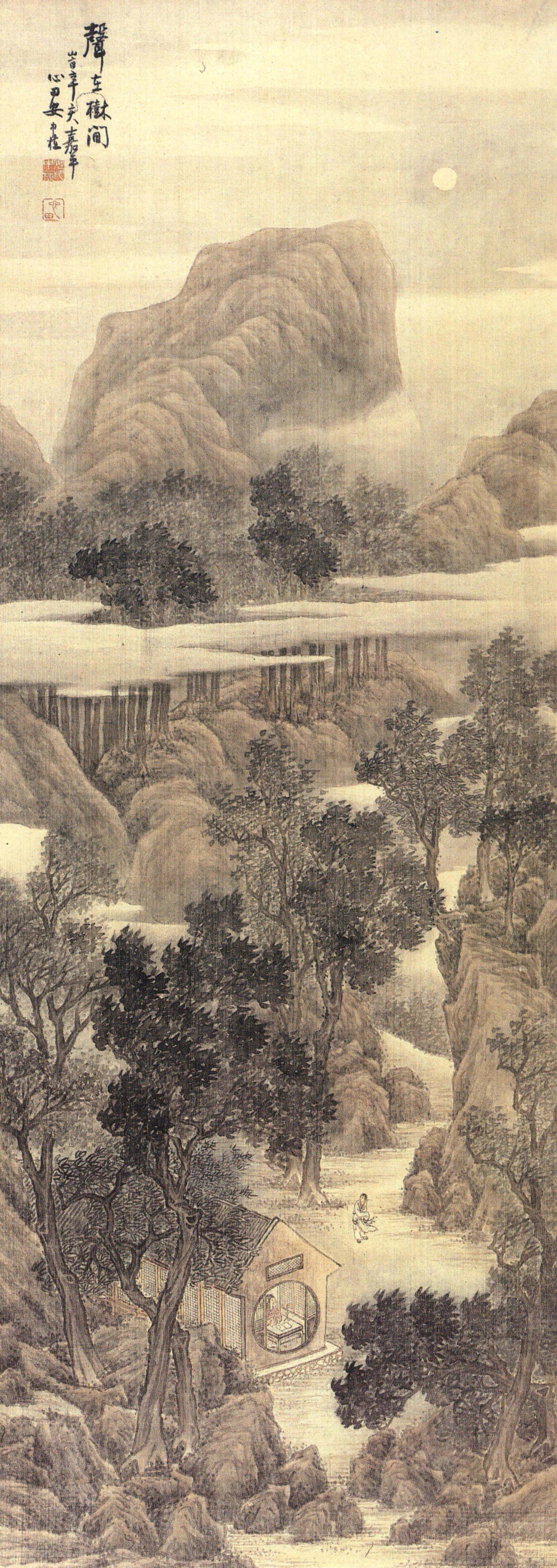
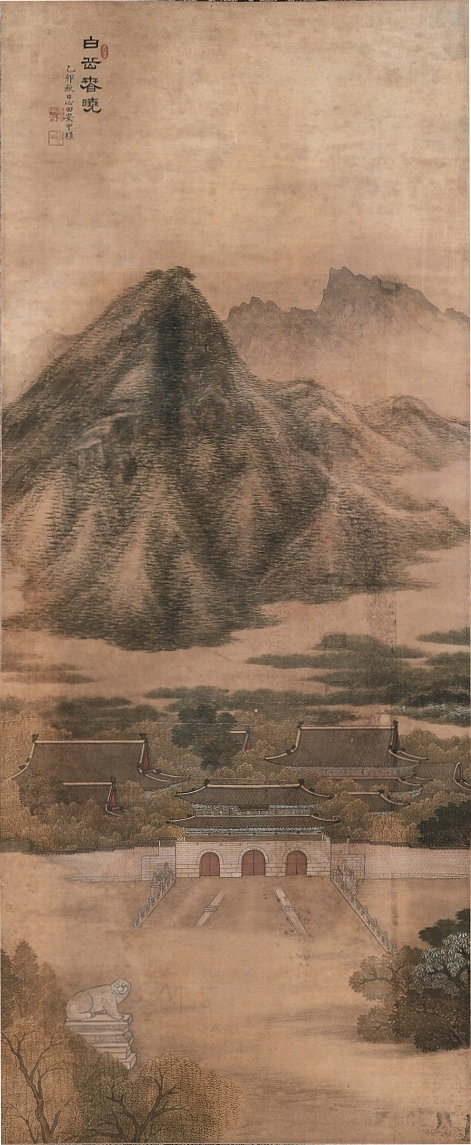

- Wikimedia Commons alberga una categoría multimedia sobre An Jung-sik.